# Амбистомовые
Амбисто́мовые (лат. Ambystomatidae) — семейство земноводных из отряда хвостатых (Caudata).

## Общие сведения
Амбистомовые, называемые в англоязычных странах кротовыми саламандрами — эндемики Северной Америки, где распространены от южной Канады и юго-восточной Аляски до Мексики. Амбистомы известны благодаря своей личиночной стадии — аксолотлю (Ambystoma mexicanum), которого широко использовали как лабораторное животное в различных исследованиях, после чего он попал уже к аквариумистам. Другие амбистомы — тигровые (A. tigrinum, A. mavortium) — являются наиболее обычными земноводными во многих американских штатах, и их тоже порой держат как домашних питомцев.
Взрослые амбистомы, живущие на суше, отличаются широкой головой, маленькими глазами, плотным коренастым туловищем с заметными костальными бороздами, тонкими конечностями и округлым в сечении хвостом. Многие виды эффектно окрашены: с яркими пятнами разнообразной формы и цвета (от синих крапинок до крупных жёлтых лент) на тёмном фоне. Наземные взрослые особи большую часть жизни проводят под пологом леса под листовым опадом или в норах, которые либо роют сами, либо занимают оставленные другими животными. Ряд северных видов в этих же норах зимуют. Живут поодиночке и питаются различными беспозвоночными. К воде взрослые возвращаются только в короткий период размножения, выбирая для этого те же водоёмы, где в своё время появились на свет. Чаще всего это происходит ранней весной, но ряд видов размножается осенью, например кольчатая (A. annulatum) и мраморная амбистома (A. opacum).
Все виды яйцекладущи. Самки откладывают икринки, заключенные в отдельные мешки по нескольку десятков (а иногда и сотен) штук, в стоячие или медленнотекущие водоёмы, только мраморная амбистома откладывает икринки на суше в различные углубления грунта, которые затем быстро заполняются водой осенними дождями. Личинки водные, по пропорциям и сложению похожи на взрослых особей. От взрослых особей личинки отличаются наличием трёх пар наружных жабр с четырьмя парами жаберных щелей позади головы. На жабрах располагаются нитевидные жаберные лепестки алого цвета от множества наполненных кровью капилляров. Кроме того, у личинок со спинной стороны от основания головы до конца хвоста и с брюшной стороны от конца хвоста до клоаки протянуты высокие кожные складки, образующие хвостовой плавник. Обычно хвост завершается хвостовой нитью. С момента рождения личинки имеют конечности с четырьмя пальцами на передних и с пятью — на задних. Глаза личинок лишены век и «невыпученные», «рыбьи». Общая окраска, как правило, неяркая и однотонная. Плавают, изгибая тело, подобно рыбам. Личинки некоторых видов (особенно южных популяций тигровых амбистом и близких видов) способны вырастать до размеров взрослых, не подвергаясь метаморфозу. В процессе метаморфоза исчезают жабры и плавниковые складки, животное линяет, кожа начинает приобретать типичную для взрослых окраску, у глаз появляются веки. Окончательно развиваются лёгкие, подготавливая животное к полностью наземному существованию.

## Определение в полевых условиях
Хвостатые земноводные мелких или средних размеров. Кожа гладкая. Имеются подвижные веки. Оплодотворение внутреннее. Для представителей семейства Амбистомовые характерны двояковогнутые (амфицельные) позвонки, отсутствие угловой кости черепа, поперечное расположение нёбных зубов. Отсутствие бороздок между ноздрями и краем верхней челюсти отличает амбистомовых от других североамериканских саламандр — безлёгочных (Plethodontidae). Диплоидный набор хромосом — 28

## Детальная морфологическая характеристика группы
Более подробные морфологические особенности семейства взяты из работ Duellman and Trueb (1986), Larson (1991) and Larson and Dimmick (1993):

### Череп
- парные предчелюстные кости (ossa premaxillaria) обособленные, не сливаются в единую кость;
- носовые кости (ossa nasalia) парные, симметричные, каждая окостеневает из одного, латерально расположенного очага, длинный задний отросток предчелюстной кости проходит между ними и полностью их разделяет;
- верхнечелюстные кости (ossa maxillaria) хорошо развиты;
- наличие парных и симметричных перегородчатоверхнечелюстных костей (ossa septomaxillaria);
- отсутствие слёзных костей (ossa lacrimaria);
- отсутствие квадратноскуловых костей (ossa quadratojugularia);
- крыловидные кости (ossa pterygoidea) представлены;
- отверстие внутренней сонной артерии имеется на парасфеноиде у некоторых видов;
- угловая кость (os angulare) слита с нижнечелюстной (mandibula);
- столбик (columella) и operculum присутствуют как обособленные ушные косточки, отделённые от слуховой капсулы у некоторых видов или столбик слит с капсулой у других;
- сошниковые зубы расположены поперечно, замещаются начиная с задней части сошника;
- зубы с отчётливыми коронкой и эмалью;
- передняя поверхность мышцы, поднимающей нижнюю челюсть (musculus levator mandibulae), включает в себя внезатылочные по происхождению элементы.

### Внутреннее ухо
- базиллярный комплекс представлен;
- амфибийное углубление (recessus amphibiorum) во внутреннем ухе ориентировано горизонтально;
- слуховой пузырёк (saccus oticus) васкуоляризован и заполнен солями кальция;
- амфибийный перилимфатический канал (canalis perioticus) без фиброзной ткани;
- перилимфатическая цистерна (cysterna periotica) крупная.

### Скелет туловища и конечностей
- лопатка и коракоид слиты с образованием скапулокоракоида;
- тела позвонков амфицельные;
- ребра с двумя головками;
- отверстия спинномозговых нервов имеются в нейральных дугах всех позвонков, за исключением спинномозговых нервов, отходящих между атлантом и первым туловищным, первым туловищным и вторым туловищным позвонками;
- передние клубочки почек редуцированы или отсутствуют.

## Неотения

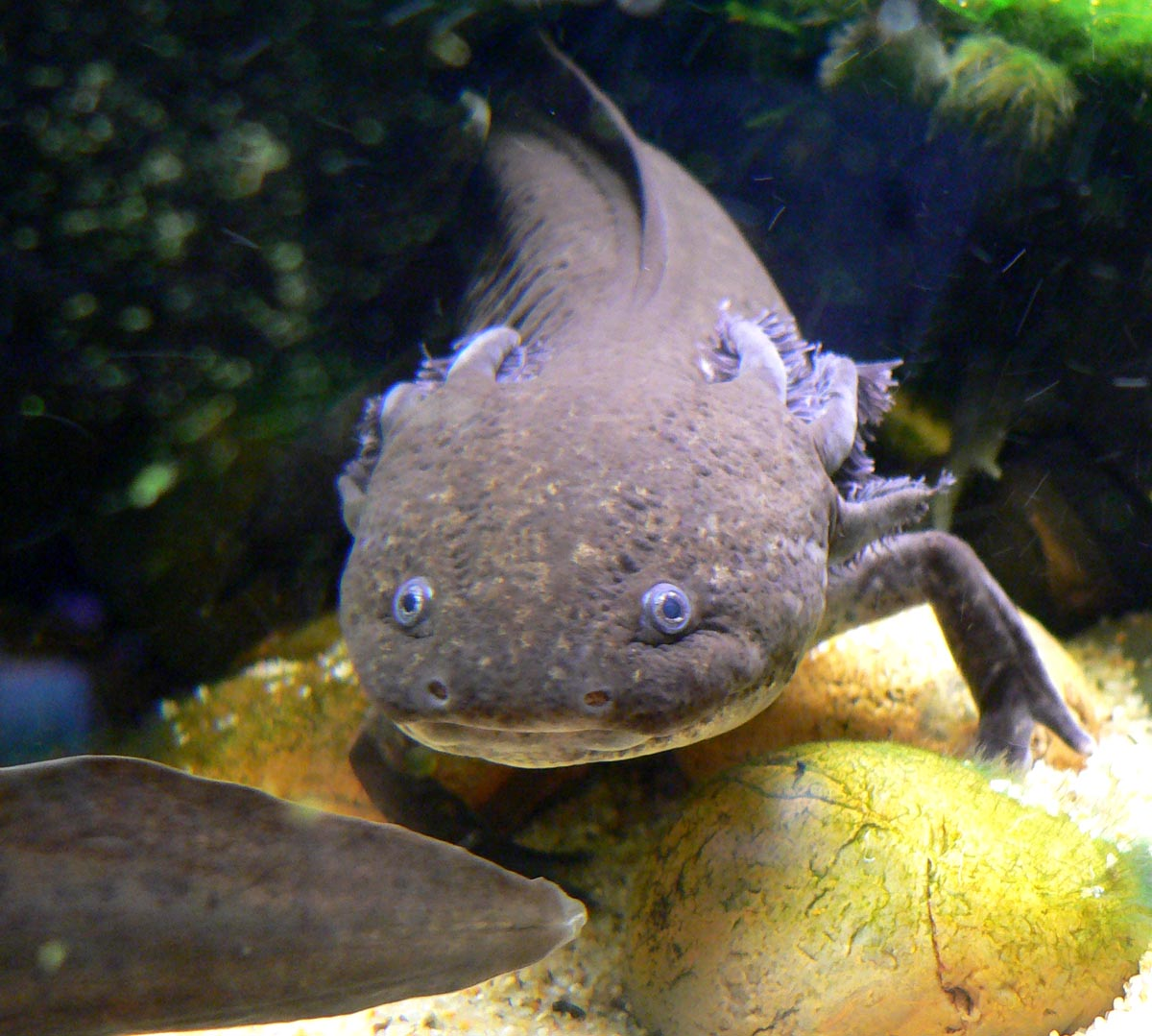
Аксолотль

Существование в популяциях крупных личинок делает ряд видов амбистом полностью или частично неотеническими. Взрослые особи у таких видов не покидают водоёмы, сохраняют жабры и плавниковые складки, хотя их лёгкие также развиваются, служа дополнительным органом дыхания. Они достигают половозрелости, не проходя метаморфоз.
Неотенические популяции и виды амбистом первоначально были обнаружены в гористых районах Соединённых Штатов и на Центральном плато в Мексике. Условия, способствующие возникновению неотении — это значительная высота над уровнем моря, отсутствие водных хищников и засушливые условия за пределами водоёмов. Большинство неотенических популяций принадлежит к комплексу видов тигровой амбистомы — Ambystoma tigrinum, A. velasci, A. mavortium и близкие виды.
Полностью неотенические виды амбистом называются аксолотлями — A. mexicanum, A. taylori, A. andersoni и A. dumerilii. Неотеники сохраняют повышенную способность к регенерации, характерную для молодых личинок, и могут восстанавливать утраченные конечности, хвост и практически любой внутренний орган. (см также Хвостатые земноводные — Регенерация)

## Замечания по таксономии
Амбистомовые относятся к тем группам земноводных, чья систематика существенно пересматривалась в минувшие десятилетия. К началу 1980-х семейство насчитывало 35 видов и 4 рода — Ambystoma, Rhyacosiredon, Dicamptodon и Rhyacotriton, однако использование молекулярно-генетических методов в таксономических исследованиях внесло поправки как в классификацию всей группы, так внутри родов. Эти изменения описаны ниже.

### DicamptodonиRhyacotriton
Тихоокеанские амбистомы (род Dicamptodon) прежде включались в состав семейства амбистомовых, но сейчас их предпочитают выделять в отдельное. Однако результаты молекулярных исследований свидетельствуют об их несомненном родстве с видами Ambystoma — Rhyacosiredon (семейство амбистомовые в современном объёме), что позволяет говорить о хорошей монофилетической группе (Larson, 1991; Larson and Dimmick, 1993). Род Rhyacotriton, включавшийся в семейство в прошлом, также является родственным перечисленным группам, хотя это родство отдалённое.

### ВидыRhyacosiredon
В прошлом группа этих видов выделялась в отдельный род Rhyacosiredon, распространённый в Центральной Америке. Но кладистический анализ родства видов Rhyacosiredon с видами рода Ambystoma делает последнюю группу парафилетической, так как некоторые представители Ambystoma оказались ближе к видам Rhyacosiredon, чем к другим Ambystoma. В соответствии с принципами кладистики, род Ambystoma следовало разбить, отнеся часть видов в Rhyacosiredon, но большинство систематиков предпочли сохранить Ambystoma, включив в него виды Rhyacosiredon.

### Комплекс видов тигровых амбистом

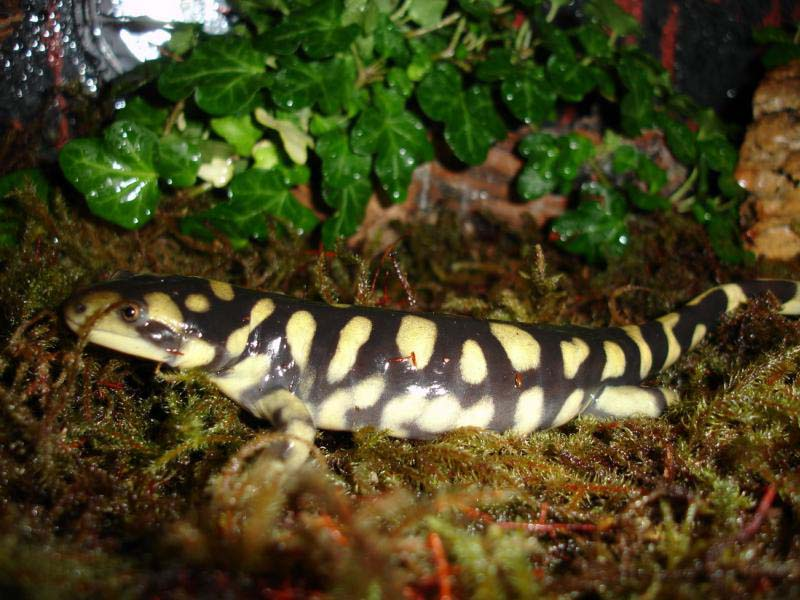
тигровая амбистома

Прежде все эти виды рассматривались как один, именовавшийся тигровой амбистомой Ambystoma tigrinum с ареалом от Канады до Мексики. Внешне все тигровые амбистомы довольно схожи друг с другом, имеют крупную голову, маленькие глаза и толстое туловище. Возможно, их строение — наиболее примитивное среди амбистомовых. Также они являются самыми крупными видами в семействе.
Образ жизни и жизненные циклы у всех тигровых амбистом также одинаковые. Однако, стоит рассмотреть наиболее удалённые друг от друга популяции, как становится ясным, что мы имеем дело с хотя и близкими, но разными видами, образующими, таким образом, комплекс. Проблема в том, что их признаки значительно перекрываются между собой, между ними возможна гибридизация, которая ещё больше размывает межвидовые границы. Несмотря на различия в окраске и морфологии личинок, разграничить подвиды, опираясь только на морфологические признаки, было очень трудно, не говоря уже о придании отдельным популяциям видового статуса. Путанице способствовало и наличие неотенических популяций по соседству с нормальными, в которых встречались крупные личинки.
Тем не менее, первоначально проблему значительных различий между особями из удалённых друг от друга популяций пытались решить выделением нескольких подвидов внутри A. tigrinum. Недавно статус одного из подвидов, полосатой тигровой амбистомы (A. tigrinum mavortium), был поднят до видового — A. mavortium, к которой относят популяции тигровой амбистомы из западных и центральных штатов США. В свою очередь, внутри этого нового вида также различают ряд подвидов, в будущем вполне способных обрести видовой статус. Калифорнийская тигровая амбистома также была выделена в отдельный вид, A. californiense, и она, судя по данным молекулярно-генетических исследований, действительно наиболее обособленна от других представителей семейства амбистомовых. Опять же, результаты молекулярно-генетического анализа (1997) показали, что мексиканская тигровая амбистома должна быть признана самостоятельным видом — A. velasci.
Наконец, все мнения о тесном родстве мексиканского аксолотля с тигровой амбистомой сейчас признаны ошибочными, так как эти два вида оказались разделены географически ареалами многих других видов амбистом. Вместо этого предполагается, что ближайшим родственником аксолотля является как раз мексиканская тигровая амбистома, которая к тому же размножается в озёрах, где живут аксолотли. Возможно, мексиканская тигровая амбистома является предком целой группы неотенических видов, и, в свою очередь, может сама по себе представлять парафилетический вид, а значит, должна быть разбита на новые.

### Комплекс видовAmbystoma laterale-jeffersonianumи межвидовые гибриды
Самый замечательный результат частой гибридизации между видами амбистом в районах совместного обитания наблюдается в комплексе laterale-jeffersonianum. Эти два близкородственных вида были разделены в ледниковую эпоху, но в межледневековье их ареалы перекрывались, и они легко могли скрещиваться между собой. Амбистома Джефферсона (А. jeffersonianum) и синепятнистая амбистома (А. laterale) периодически то объединялись в один вид из-за существования этих гибридных популяций, то вновь рассматривались как самостоятельные виды.
Точку в спорах поставил молекулярно-генетический анализ их обособленных популяций, доказав валидность видов.
Межвидовое скрещивание же привело к появлению двух уникальных, полностью состоящих из самок, популяций амбистом. Эти популяции триплоидны, как и аналогичные гибриды у некоторых ящериц. Серебристая амбистома (A. platineum) фактически представляет собой один из таких гибридов видов А. jeffersonianum — laterale. Будучи представленными особями одного пола, серебристые амбистомы совершенно не способны нормально размножаться. Размножение проходит у них как межвидовая гибридизация: самки A. platineum скрещиваются с самцами А. laterale. Но в действительности имеет место партеногенез. При формировании яйцеклетки не происходит редукционного деления, этому абсолютно препятствует триплоидия. Сперматозоиды А. laterale, сливаясь с яйцеклеткой, лишь запускают её развитие, не передавая будущему зародышу свой хромосомный набор, и отложенные яйца содержат генетических клонов материнского организма. Такая форма партеногенеза называется гиногенезом.
Получается, что вся популяция серебристой амбистомы содержит организмы-клоны и не обменивается генетическим материалом с А. laterale. Как это ни парадоксально на первый взгляд, но популяция репродуктивно изолирована от последнего вида, а потому может рассматриваться как самостоятельный вид. Благодаря гибридизации возникла и другая исключительно «женская» популяция — амбистома Трембле (A. tremblayi). Её размножение тоже происходит путём гиногенеза, но самки скрещиваются уже с самцами А. jeffersonianum. Особи обеих популяций внешне похожи на синепятнистых амбистом.

## Саламандра и водоросли
В тканях некоторых видов (жёлтопятнистая амбистома Ambystoma maculatum и др.) живут клетки водорослей Oophila amblystomatis. Эти водоросли присутствуют под оболочкой икринок, в самих эмбрионах и даже во взрослых особях. Внутри клеток земноводных, где поселились водоросли, последних окружают митохондрии. Эти водоросли окрашивают икринки и эмбрионы в зелёный цвет. По какой-то причине иммунная система позвоночного не реагирует на эти водоросли.

## Классификация
На январь 2023 года в семейство включают 2 рода и 30 видов:
Род Амбистомы (Ambystoma Tschudi, 1838)
- Ambystoma altamirani Duges, 1895 — Горная амбистома
- Ambystoma amblycephalum Taylor, 1940 — Пятнистобокая амбистома
- Ambystoma andersoni Krebs & Brandon, 1984 — Коренастая амбистома
- Ambystoma annulatum Cope, 1886 — Кольчатая амбистома
- Ambystoma barbouri Kraus & Petranka, 1989
- Ambystoma bishopi Goin, 1950 — Амбистома Бишопа
- Ambystoma californiense Gray, 1853 — Калифорнийская тигровая амбистома
- Ambystoma cingulatum Cope, 1868 — Сетчатая амбистома
- Ambystoma dumerilii (Duges, 1870) — Амбистома Дюмериля
- Ambystoma gracile (Baird, 1859) — Бурая амбистома
- Ambystoma jeffersonianum (Green, 1827) — Амбистома Джефферсона
- Ambystoma laterale Hallowell, 1856 — Пятнистоголубая амбистома
- Ambystoma lermaense (Taylor, 1940) — Съедобная амбистома
- Ambystoma mabeei Bishop, 1928 — Серебристо-голубая амбистома
- Ambystoma macrodactylum Baird, 1850 — Длиннопалая амбистома
- Ambystoma maculatum (Shaw, 1802) — Жёлтопятнистая амбистома
- Ambystoma mavortium Baird, 1850
- Ambystoma mexicanum (Shaw & Nodder, 1798) — Мексиканская амбистома
- Ambystoma opacum (Gravenhorst, 180)7 — Мраморная амбистома
- Ambystoma ordinarium Taylor, 1940 — Речная амбистома
- Ambystoma rosaceum Taylor, 1941 — Розовая амбистома
- Ambystoma silvense Webb, 2004
- Ambystoma talpoideum (Holbrook, 1838) — Кротовидная амбистома
- Ambystoma texanum (Matthes, 1855) — Короткоголовая амбистома
- Ambystoma tigrinum (Green, 1825) — Тигровая амбистома
- Ambystoma velasci (Duges, 1888) — Мексиканская тигровая амбистома

Род Гигантские амбистомы (Dicamptodon Strauch, 1870)
- Dicamptodon aterrimus (Cope, 1868)
- Dicamptodon copei Nussbaum, 1970 — Амбистома Копа
- Dicamptodon ensatus (Eschscholtz, 1833) — Тихоокеанская амбистома
- Dicamptodon tenebrosus (Baird and Girard, 1852)